# Iglesia AME de Twin Beach
La Iglesia AME Sion de Twin Beach catalogada como Iglesia AME de Twin Beach, es una histórica Iglesia Episcopal Metodista Africana Sion ubicada en el lado este de la carretera 44 en Fairhope, Alabama. Fue construida por el arquitecto Axal Johnson en 1925 y agregado al Registro Nacional de Lugares Históricos en 1988.